# Laëtitia Le Corguillé
Laëtitia Le Corguillé (Saint-Brieuc, 29 de juliol de 1986) és una esportista francesa que va competir en ciclisme en les modalitats de BMX i muntanya.
Va participar en els Jocs Olímpics de Pequín 2008, obtenint una medalla de plata en la carrera femenina. Va guanyar dues medalles al Campionat del món de BMX, or al 2006 i bronze en 2005, i quatre medalles al Campionat d'Europa de BMX entre els anys 2005 i 2009.
En ciclisme de muntanya va obtenir dues medalles al Campionat Europeu de Ciclisme de Muntanya, plata en 2003 i bronze en 2004.

## Palmarès internacional
- 2005
  -  Campiona d'Europa en BMX
- 2006
  -  Campiona del món en BMX - Cruiser
  -  Campiona d'Europa en BMX
- 2007
  - 1a a la Copa del món de BMX
- 2008
  -  Medalla de plata als Jocs Olímpics de Pequín en BMX
  -  Campiona d'Europa en BMX
- 2009
  - 1a a la Copa del món de BMX
- 2010
  - 1a a la Copa del món de BMX